# Jajosty
Jajosty – część Bierunia położona na południu miasta.

## Historia
Nazwa Jajosty najprawdopodobniej pochodzi od imienia jej pierwszego osadnika Augusta. Imię to było wymawiane jako Jałgust, co mogło z czasem przekształcić się w nazwę Jajosty. Wkrótce po osadzeniu się pierwszych mieszkańców do osady Augusta rozpoczęto wyręb lasu na tym terenie, a na powstałym karczowisku zbudowano pierwsze domy.
Najstarsza wzmianka o osadzie zachowała się w urbarzu państwa pszczyńskiego z 1586, gdzie pod określeniem nowo zbudowane wsie figuruje jako Jagost. Na początku wojny trzydziestoletniej wieś opustoszała, a w miejsce dawnych mieszkańców przybyli nowi. W urbarzu z 1629 pod nazwą Yayjust, wieś była nowo osadzona przez zagrodników, przybyłych z Bijasowic.
W latach 1945–1954 kolonia gromady Bijasowice w gminie Bieruń Nowy. W latach 1954–1972 w gromadzie Bojszowy. W latach 1973–1977 w gminie Bojszowy. Od 1 lutego 1977 do 1 kwietnia 1991 część Tychów. Od 2 kwietnia 1991 część usamodzielnionego Bierunia.